# توماس ميدجلي (لاعب كرة قدم)
توماس ميدجلي أو ثوماس ميدجلي (1856 - 1957) لاعب كرة قدم إنجليزي محترف سابق لعب في دوري كرة القدم، مهاجم داخلي لنادي بيرنلي.
ولد ميدجلي في ليدز، يوركشاير الغربية. أصبح مدرسًا وعمل في كولهام وأكسفورد وريبون ثم عُيّن رئيسًا لمدرسة جرانت في بيرنلي في أواخر سبعينيات القرن التاسع عشر. في بداية عام 1880 امتلك فريق كرة قدم من الأطفال في مدرسة كارلتون رود. كان ميدجلي عضوًا مؤسسًا لنادي رجبي بيرنلي روفرز وأول قائد له. شجع ميدجلي بيرنلي روفرز على تغيير الرموز إلى اتحاد كرة القدم في مايو 1882 وغير اسمه إلى بيرنلي.
مثّل النادي في العديد من المباريات الودية المبكرة، لكن بحلول وقت تشكيل دوري كرة القدم الإنجليزي عام 1888، كان ميدجلي قد اقترب من نهاية مسيرته الكروية.
كان ميدجلي فخوراً بمشاركته في الأيام الأولى من دوري كرة القدم. ظهر لأول مرة في الدوري كلاعب مهاجم داخلي يوم 20 أكتوبر 1888 في ملعب فيكتوريا جراوند الذي كان وقتها ملعب نادي ستوك سيتي. خسروا 4-3. كان هذا هو الظهور الوحيد لميدجلي، في موسم 1888-1889 ولم يبقى حتى نهايته. ومع ذلك، كان في ظهوره الوحيد في الدوري، قد لعب في خط الهجوم الذي سجل ثلاثة أهداف؛ فقد كان مظهر ميدجلي تاريخيًا حيث كان عمره تقريبًا (تاريخ ميلاده غير معروف عام 1856) 34 عامًا و 112 يومًا. وبهذا، في نهاية الأسبوع السابع من دوري كرة القدم، لم يكتف توماس ميدجلي بحل محل داني فريل باعتباره أقدم لاعب في الدوري في بيرنلي، بل أيضًا حل محل جو بيفيرلي لاعب بلاكبيرن روفرز باعتباره اللاعب الأقدم في الدوري.
استمر ميدجلي في التدريس حتى تقاعد عام 1921. بعد خمس سنوات من تقاعده انتقل إلى ويلز.